# ديف كريغتون
ديف كريغتون هو لاعب هوكي جليد كندي، ولد في 24 يونيو 1930 في ثاندر باي في كندا، وتوفي في 18 أغسطس 2017.

## وصلات خارجية
- ديف كريغتون على موقع دوري الهوكي الوطني (الإنجليزية)
- ديف كريغتون على موقع EliteProspects.com (الإنجليزية)
- ديف كريغتون على موقع HockeyDB.com (الإنجليزية)
- ديف كريغتون على موقع Hockey-Reference.com (الإنجليزية)